# Copa de Livònia
La Copa de Livònia és un torneig futbolístic disputat anualment a Riga entre els campions de la Meistriliiga d'Estònia i la Virsliga de Letònia.
S'inicià l'any 2003.

## Historial
| Temporada | Campió           | Resultat              | Finalista  | Seu                   |
| --------- | ---------------- | --------------------- | ---------- | --------------------- |
| 2011      | FC Flora Tallinn | 2 - 0                 | Skonto FC  | Estadi Skonto, · Riga |
| 2008      | FK Ventspils     | 2 - 2 pr., 4-3 pen.   | FC Levadia | Estadi Skonto, · Riga |
| 2005      | Skonto FC        | 4 - 3                 | FC Levadia | Estadi Skonto, · Riga |
| 2004      | Skonto FC        | 3 - 3 pr., 4-3 pen.   | FC Flora   | Estadi Skonto, · Riga |
| 2003      | Skonto FC        | 2 - 2 pr., 12-11 pen. | FC Flora   | Estadi Skonto, · Riga |